# 奎卢省
奎卢省（法語：Province du Kwilu）是位于刚果民主共和国西部的一个省，人口5,490,000（2015年），面積78,219平方公里。首府班顿杜，最大城市为基奎特。

## 市镇
- 班顿杜（Ville de Bandundu）
- 基奎特（Ville de Kikwit）
- 布隆古（Territoire de Bulungu）
- 马西马宁巴（Territoire de Masi-Manimba）
- 巴加塔（Territoire de Bagata）
- 伊迪奥法（Territoire d'Idiofa）
- 贡古（法语：Gungu (territoire)）